# Поливаново (Ульяновская область)
Поливаново — посёлок, административный центр Поливановского сельского поселения Барышского района Ульяновской области. 

## География
Находится на железнодорожной линии Инза-Сызрань на расстоянии примерно 11 километров по прямой на восток от районного центра города Барыш.

## Название
Название дано по фамилии основателя помещика Поливанова Владимира Николаевича.

## История
По одной версии поселок возник в XVII веке, по другой — в конце XIX века, после постройки железной дороги. При строительстве Московско-Казанской железной дороги, которое началось в 1895 году и закончилось в 1898 году, рядом с селом Акшуат появилась железнодорожной станция «Поливаново» (ныне посёлок Поливаново), В. Н. Поливанов построил здесь станцию, чтобы легче было ездить в столицу из своего имения. Потом к пристанционным домишкам, где жила обслуга, добавили бараки для рабочих, занимавшихся уходом за лесом. Массовое заселение этого места началось после революции.
В 1913 году  на станции Поливаново было 3 двора, 13 жителей, почтово-телеграфная контора. При советской власти в годы репрессий посёлок был связан с недалеко расположенным спецпоселением, население которого использовали на построенном лесопильном заводе, позже леспромхозе.

## Население
Население составляло: на 1913 г. - в 3 дворах жило: 6 муж. и 7 жен.; 1086 человек в 2002 году (87% русские), 993 по переписи 2010 года.

## Инфраструктура
ФАП, поликлиническое отделение, средняя школа, детский сад, Дом культуры, Храм Андрея Первозванного, железнодорожной станция «Поливаново».